# Voisins-le-Bretonneux
Voisins-le-Bretonneux település Franciaországban, Yvelines megyében. Lakosainak száma 10 740 fő (2022. január 1.). Voisins-le-Bretonneux Guyancourt, Magny-les-Hameaux és Montigny-le-Bretonneux községekkel határos.

## Népesség
A település népessége az elmúlt években az alábbi módon változott:
| Lakosok száma | 11 464 | 11 378 | 11 569 | 11 088 | 10 921 | 10 835 | 10 722 | 10 721 | 10 740 |
|               | 2013   | 2015   | 2016   | 2017   | 2018   | 2019   | 2020   | 2021   | 2022   |